# Lucjan Lis
Lucjan Roman Lis, född 8 augusti 1950 i Bytom i Schlesiens vojvodskap, död 26 januari 2015 i Tyskland, var en polsk tävlingscyklist som tog OS-silver i lagtempoloppet vid olympiska sommarspelen 1972 i München. 